# Sunchaser
„Sunchaser“ е американска криминална драма от 1996 г. на режисьора Майкъл Чимино, по сценарий на Чарлс Левит, участват Уди Харелсън, Джон Седа и Ан Банкрофт. Това е последният пълнометражен филм на режисьора Чимино.